# Hindis litteraturhistoria
Hindilitteraturen tar sin början på 1100-talet med Chands epos över Prithviraja, den siste konungen i Delhi. Dess språk har en arkaisk, övervägande sanskritisk form, "fornhindui"; men det landsmål, som ligger till grund för detta arbete och därmed för hela det litterära hindi, är det s. k. bradjbhakha, "bradjmålet", den munart, som ännu i dag talas i trakten kring Mathura och Agra (vid Yamunas mellersta lopp). Den klassiska litteraturen, "det egentliga hindui", omfattar 1400-talet-1600-talet och i den liksom överhuvud i all orientalisk litteratur, är formen även för historiska och religionsfilosofiska skrifter övervägande poetisk. 
Anmärkningsvärt är att de förnämsta hindiförfattarna tillhör de reformerade hinduiska sekterna, jainismen, sikherna, vaishnava m.fl. Till denna period höra de inspirerade arbetena av reformatorn Kabur, stiftare av ovannämnda sekt (omkr. 1450) och energisk befordrare av hindis rätt gentemot sanskrit; Nabhadjis samling av helgonbiografier, Bhaktamal ; Sri Lalludji Lals "Premsagar", kärleksocean, en till alla indiska språk översatt folkbok; Bihari Lals berömda "Satsai"; den episka dikten "Ramayana" av Tulsidas (död 1624), uti Indien långt mer populär än det ryktbara sanskritoriginalet av Valmiki, m.fl. Tulsidas, Surdas och Kesavadas, alla från 1600-talet, är ännu det moderna Indiens mest omtyckta skalder. Ett indiskt ordspråk säger: "Surdas är solen, Tulsidas månen, Kesavadas stjärnorna, alla andra poeter är lysmaskar". 
Till 1700-talet, varmed det egentliga hindi börjar, hör filosofen Gangapati och Birbhan, stiftare av den ryktbara sekten sadh, "de rena". Det modernare hindi, på 1800-talet, är rikt på arbeten i alla litteraturgrenar, tidningar och tidskrifter, men originalverk är sällsynta; det allra mesta är nämligen översättningar eller efterbildningar från sanskrit, persiskan, arabiskan och engelskan. Som de främste av 1800-talets författare nämns Bakhtavar, som framställt jainasektens religionssystem, biografen Dulharam och Chatradas,  ramsanehisektens andlige chef.